# Tinea paralonoma
Tinea paralonoma är en fjärilsart som beskrevs av Edward Meyrick 1928. Tinea paralonoma ingår i släktet Tinea och familjen äkta malar.
Artens utbredningsområde är Vanuatu. Inga underarter finns listade i Catalogue of Life.